# Малков, Василий Иванович
Василий Иванович Малков — советский хозяйственный, государственный и политический деятель.

## Биография
Родился в 1927 году в Копейске. Член КПСС.
С 1942 года — на хозяйственной, общественной и политической работе. В 1942—2003 гг. — электрообмотчик завода № 258 НКБ, помощник мастера, технолог станкостроительного завода п/я № 45, начальник бюро технического контроля, старший мастер, замначальника электро-сталеплавильного цеха Челябинского станкостроительного завода им. С. Орджоникидзе, заместитель секретаря, секретарь парткома предприятия, 1-й секретарь Ленинского райкома КПСС города Челябинска, директор Чебаркульского металлургического завода, 1-й секретарь Златоустовского горкома КПСС, директор Челябинского завода дорожных машин, генеральный директор ПО «Земстройдормаш» имени Д. В. Колющенко, на ответственных должностях в Госприемке Челябинской области, в Центре стандартизации и метрологии, 1-й секретарь Центрального райкома КПРФ города Челябинска.
Делегат XXVI съезда КПСС.
Умер в декабре 2015 года.